# Copa Presidente Federación Española de Fútbol
La Copa Presidente Federación Española de Fútbol (in italiano Coppa Presidente della Federazione spagnola di calcio) è stata una competizione calcistica organizzata dalla FEF (oggi divenuta RFEF) in sole due occasioni: 1940 e 1941-1947.

## Copa Presidente FEF 1940
Il torneo 1940 fu giocato dalle cinque squadre classificatesi al secondo posto nei cinque gironi di Segunda División 1939-1940. Le cinque squadre si sfidarono in sfide di andata e ritorno in un girone unico. La squadra vincitrice fu il Club Deportivo Malacitano.

## Copa Presidente FEF 1941-1947
Il torneo 1941-1947 fu istituito in sostituzione di un torneo che si sarebbe dovuto giocare fra squadre spagnole e squadre portoghesi. Alla fine la FPF decise di non far giocare le proprie squadre e così la FEF decise di organizzare questo torneo della durata di sei anni e giocato tra le prime quattro squadre della Primera División 1940-1941. La squadra vincitrice fu l'Atlético Madrid.